# HITnRUN Phase One
A HITnRUN Phase One Prince harmincnyolcadik stúdióalbuma. Először csak Tidal-on jelent meg 2015. szeptember 7-én, majd szeptember 15-én CD-n. Az album címe eredetileg The Hit & Run Album lett volna, de Prince publicistája hivatalossá tette a HITnRUN Phase One címet.

## Számlista
|     | Cím                               | Hossz |
| --- | --------------------------------- | ----- |
| 1.  | Million $ Show (Judith Hill)      | 3:10  |
| 2.  | Shut This Down                    | 3:03  |
| 3.  | Ain't About 2 Stop (Rita Ora-val) | 3:40  |
| 4.  | Like a Mack (Curly Fryzzel)       | 4:05  |
| 5.  | This Could B Us                   | 4:11  |
| 6.  | Fallinlove2nite                   | 3:13  |
| 7.  | X's Face                          | 2:38  |
| 8.  | Hardrocklover                     | 3:43  |
| 9.  | Mr. Nelson (Lianne La Havasszal)  | 2:27  |
| 10. | 1000's of X's & O's               | 4:28  |
| 11. | June                              | 3:22  |

Notes
- "1000's of X's & O's" a CD-verzión "1000 X's & O's" címen szerepel.

## Slágerlisták
| Slágerlista (2015–16)                 | Peak position |
| ------------------------------------- | ------------- |
| Ausztrál Albumok (ARIA)               | 25            |
| Osztrák Albumok (Ö3 Austria)          | 53            |
| Belga Albumok (Ultratop Flanders)     | 19            |
| Belga Albumok (Ultratop Wallonia)     | 34            |
| Holland Albumok (Album Top 100)       | 11            |
| Francia Albumok (SNEP)                | 38            |
| Német Albumok (Offizielle Top 100)    | 53            |
| Ír Albumok (IRMA)                     | 52            |
| Olasz Albumok (FIMI)                  | 39            |
| Svájci Albumok (Schweizer Hitparade)  | 27            |
| UK Albums (OCC)                       | 50            |
| US Billboard 200                      | 48            |
| US Top R&B/Hip-Hop Albums (Billboard) | 4             |

| Év   | Slágerlista                           | Pozíció |
| ---- | ------------------------------------- | ------- |
| 2015 | US Top R&B/Hip-Hop Albums (Billboard) | 93      |
| 2016 | US Top R&B/Hip-Hop Albums (Billboard) | 74      |